# Герцеговаць
Герцеговаць (хорв. Hercegovac) — село в Хорватії, адміністративний центр однойменної громади у Беловарсько-Білогорській жупанії. Населений пункт міститься при автодорозі D45, що веде до Кутини і Загреба, на півдорозі між Беловаром, Даруваром і Кутиною, на віддалі 3 км від річки Ілова, яка розмежовує Славонію і Мославіну. У селі, крім сільськогосподарських, є і промислові підприємства.

## Демографія
| Кількість населення за роками | Кількість населення за роками | Кількість населення за роками | Кількість населення за роками | Кількість населення за роками | Кількість населення за роками | Кількість населення за роками | Кількість населення за роками | Кількість населення за роками | Кількість населення за роками | Кількість населення за роками | Кількість населення за роками | Кількість населення за роками | Кількість населення за роками | Кількість населення за роками |      |
| ----------------------------- | ----------------------------- | ----------------------------- | ----------------------------- | ----------------------------- | ----------------------------- | ----------------------------- | ----------------------------- | ----------------------------- | ----------------------------- | ----------------------------- | ----------------------------- | ----------------------------- | ----------------------------- | ----------------------------- | ---- |
| 1857                          | 1869                          | 1880                          | 1890                          | 1900                          | 1910                          | 1921                          | 1931                          | 1948                          | 1953                          | 1961                          | 1971                          | 1981                          | 1991                          | 2001                          | 2011 |
| 817                           | 776                           | 721                           | 1076                          | 1079                          | 1198                          | 1301                          | 1291                          | 1237                          | 1321                          | 1475                          | 1385                          | 1329                          | 1447                          | 1267                          | 1058 |

Розподіл населення за національністю за даними останнього югославського перепису 1991 року:
| Герцеговаць |
| --- |
| 1991 |
| · всього: 1447 хорвати 981 (67.79%) чехи 327 (22.59%) серби 34 (2.34%) угорці 18 (1.24%) югослави 16 (1.10%) італійці 4 (0.27%) словенці 3 (0.20%) албанці 2 (0.13%) македонці 2 (0.13%) греки 1 (0.06%) поляки 1 (0.06%) невизначені 35 (2.41%) невідомо 23 (1.58%) |

## Населені пункти
До громади Герцеговаць також входять:
- Іловський Клокочеваць
- Ладислав
- Палешник
- Велика Трнава